# L'Idée fixe du savant Cosinus
Pour les articles homonymes, voir Cosinus (homonymie).
L'Idée fixe du savant Cosinus est une série de bandes dessinées françaises créée par Christophe. Elle paraît à partir de 1893 sous forme de feuilleton. Elle met en scène Pancrace Eusèbe Zéphyrin Brioché, dit le savant Cosinus, un polytechnicien particulièrement distrait. 

## Histoire éditoriale
Christophe a pris modèle sur des mathématiciens et physiciens célèbres du XIXe siècle, principalement sur Henri Poincaré — connu pour sa distraction —, qui a également été formé à Polytechnique.
Cette série de bandes dessinées est publiée entre 1893 et 1894 dans les pages de l'hebdomadaire Le Petit Français illustré sous le titre Vie et mésaventures du savant Cosinus. C'est lors de sa parution en volume en 1900 chez Armand Colin que la série est renommée L'Idée fixe du savant Cosinus.

## Cosinus, archétype du savant distrait
Dans ce livre, le savant Cosinus, cousin de M. Fenouillard, souhaite faire le tour du monde, comme son parent, et « civiliser les nègres du Pôle antarctique ». Pour ce faire, il invente les moyens de transport les plus farfelus, mais ne dépasse que très peu les portes de Paris.
Parmi ces inventions, la plus remarquable est l'anémélectroreculpédalicoupeventombrosoparacloucycle « dans lequel sont utilisées toutes les forces propulsives connues et même inconnues », mais il s'équipe également de chaussettes-parapluie et d'un « fusil coudé pour tirer dans les coins », qui explosera entre ses mains. 

## Hommages
René Goscinny et Albert Uderzo lui firent un clin d'œil en nommant Savancosinus un personnage d'Astérix, dans l'album La Zizanie.
On trouve également une référence au savant dans le roman Odile de Raymond Queneau, au cours d'une discussion sur les mathématiques.
Cosinus est également un saint du calendrier pataphysique célébré le 12 haha (ce qui correspond au 17 octobre).
Avec humour, un article du Bulletin de l'Association des professeurs de mathématiques de l'enseignement public se réfère au savant Cosinus pour définir un centre du triangle (de nombre de kimberling X(63)), car ce point est défini par le cosinus de trois angles.